# Zoubir Abdesselam
Pour les articles homonymes, voir Abdesselam.
Zoubir Abdesselam, né le 1er juillet 1952 à Annaba, est un escrimeur algérien. Après avoir concouru sous le maillot de l'équipe nationale algérienne, il est devenu un cadre du sport algérien spécialisé en escrime.

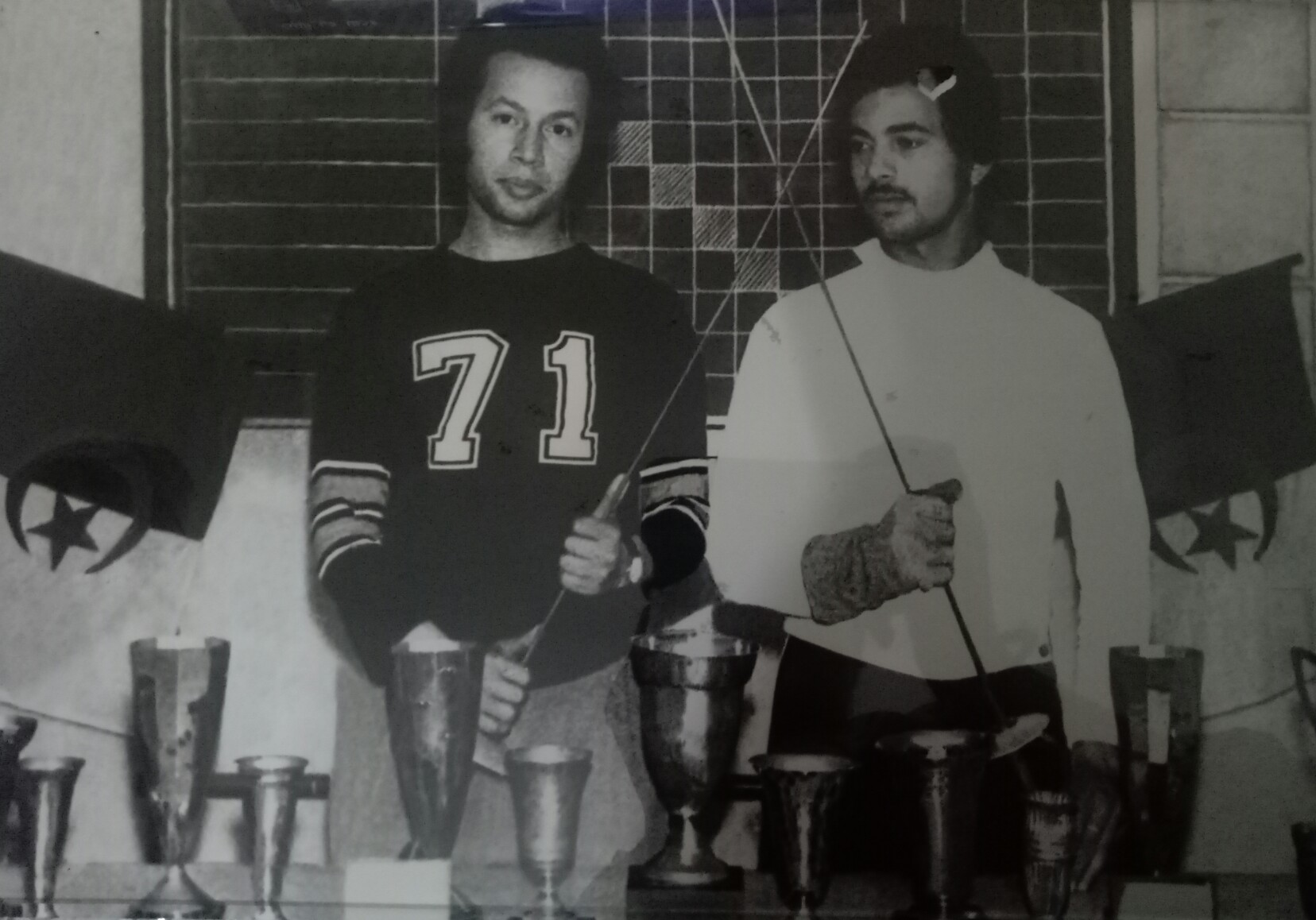
Zoubir Abdesselam avec son frère Med. Nacer Abdesselam

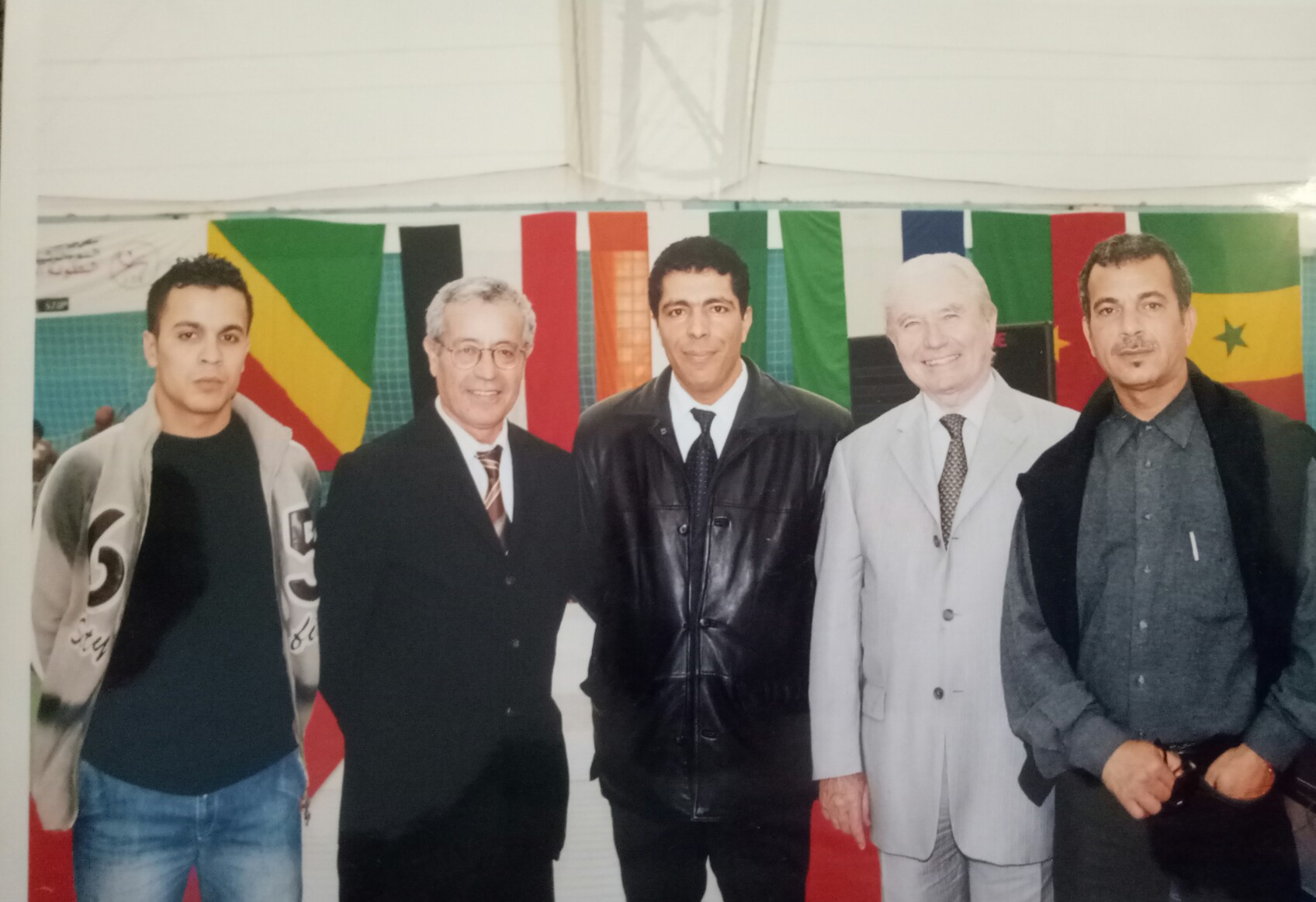
Zoubir Abdesselam (droite) avec René Roch et Abderrahmane Lamari (ancien president de la fae de 1989 à 2005) et un athlete de l'equipe nationale (sofiane el azizi).

## Carrière d'athlète
Zoubir Abdesselam a été onze fois champion d'Algérie et cinq fois champion maghrébin (civil et militaire). Il a été classé dans plusieurs tournois internationaux, et a pris part aux championnats du monde d'escrime de 1969 à Gênes. Il a été classé aux championnats du monde en 1970 à Minsk, et aux championnats du monde universitaires en 1972 à Turin, et également aux jeux méditerranéens de l'édition 1971 à Izmir, et aux jeux méditerranéens de Casablanca en 1983.

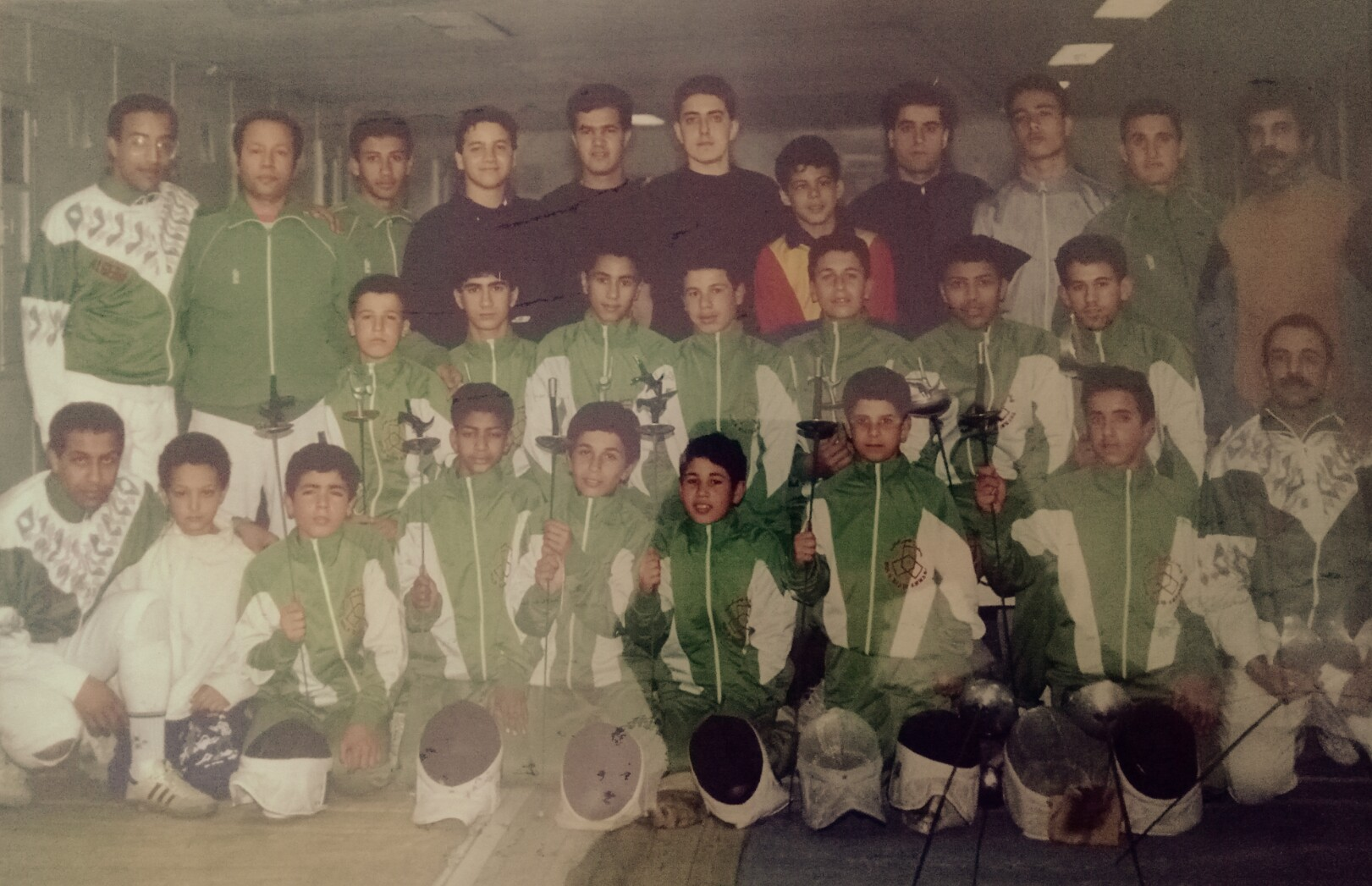
Zoubir Abdesselam (à droite) avec l'equipe d'escrime d'Annaba.

## Diplômes
Zoubir Abdesselam est conseiller du sport algérien dans la spécialité d'escrime au sein du ministère de la jeunesse et des sports. Il est entraîneur de troisième degré dans la spécialité d'escrime, diplôme reconnu par ce même ministère.
Il est également diplômé à l'étranger, en tant que maître d'armes et conseiller diplômé de l'Institut national du sport, de l'expertise et de la performance de Paris, et « fechtmeister » de l'université de Leipzig. Il est reconnu maître d'armes au sein de l'académie d'armes internationale de la Fédération internationale d'escrime.
Il est également arbitre international « B », en fleuret et en épée.

## Carrière professionnelle

### Entraîneur de clubs

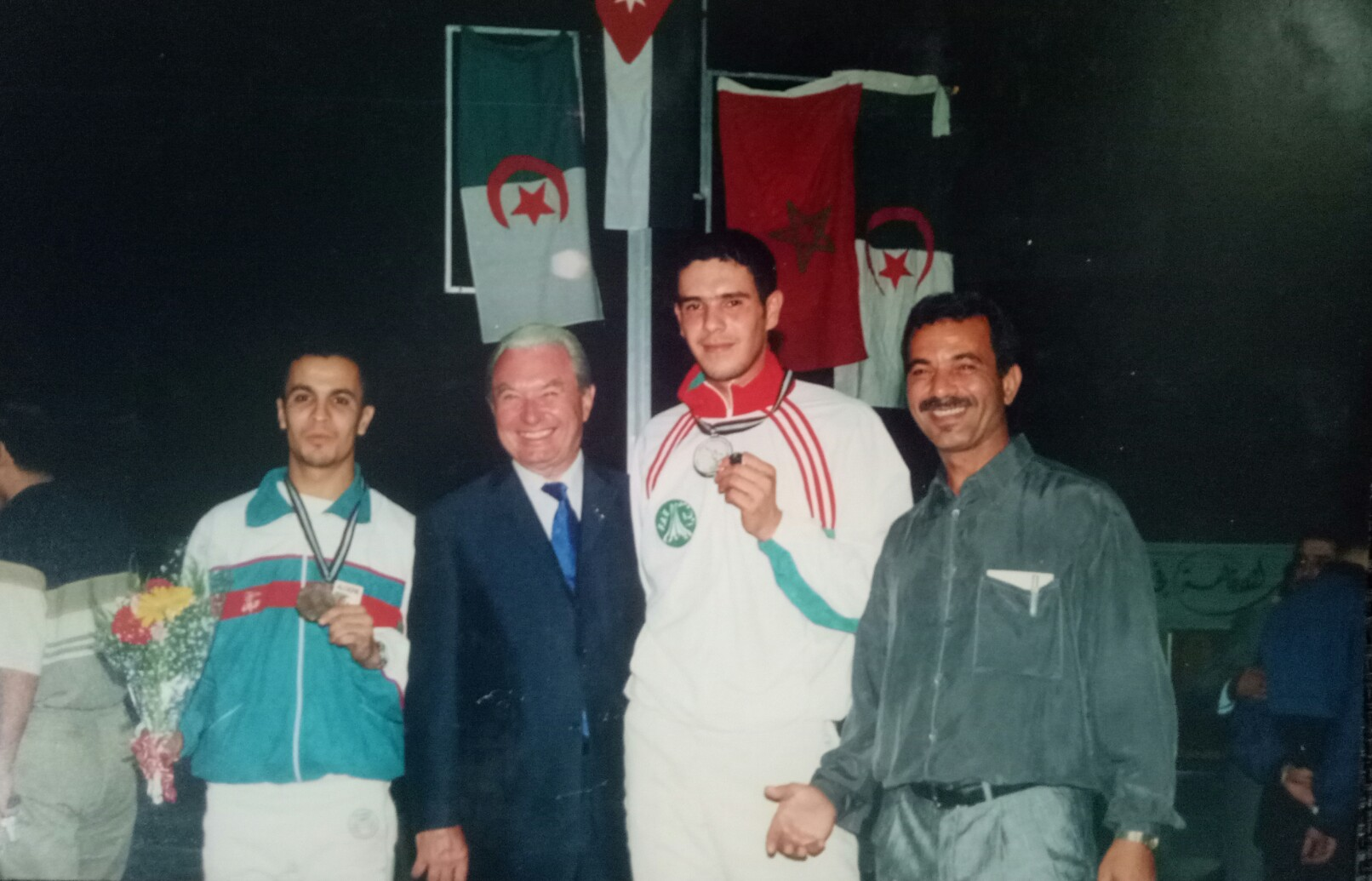
Zoubir Abdesselam avec René Roch (ancien president de la FIE)

- 1975 à 1978 : Jeunes catégories école populaire d'escrime à Annaba.
- 1978 à 1983 : Catégories compétitives juniors et seniors (fleuret et épée) du club HAMRA Annaba.
- 1991 à 1995 : Directeur technique sportif et entraîneur principal au niveau de l'association sportive de performance SRA Sider Annaba.
- 1996 à 1997 : Entraîneur principal du Mouloudia Club d'Alger A.S.P.
- 2008 à 2009 : Entraîneur en chef au fleuret homme toutes catégories du club El Salimia-Club au Koweït.

### Fonctions auprès du Ministère de la jeunesse et des sports et de la Fédération algérienne d'escrime

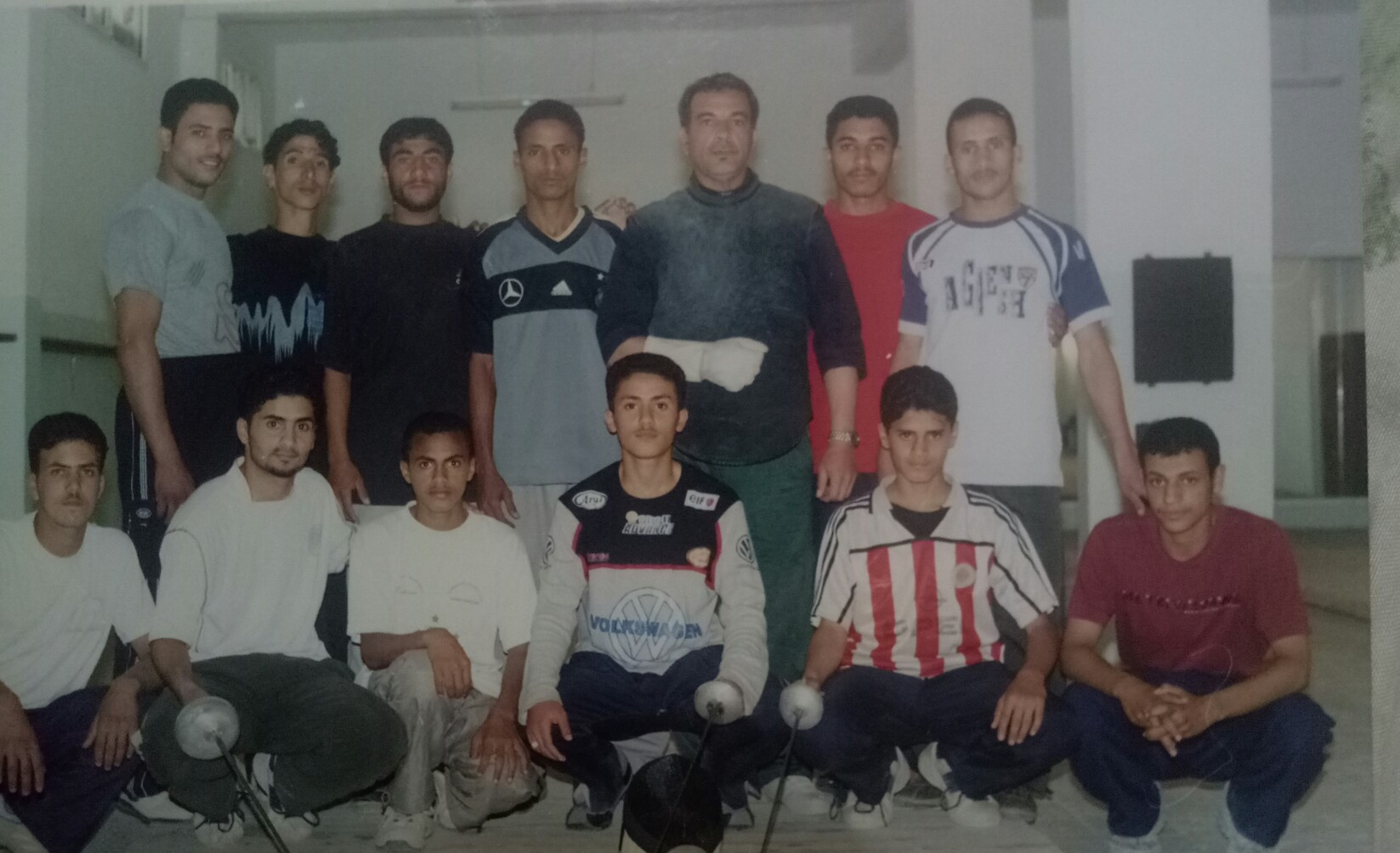
Zoubir Abdesselam avec la première equipe d'escrime du Yemen (2005-2006)

De 1986 à 1992, Abdesselam est un cadre permanent du Ministère de la jeunesse et des sports affecté à la Fédération algérienne d'escrime, FAE, en qualité de directeur des équipes nationales avec mission de restructuration et de développement de l'escrime algérienne (à noter que de 1963 à 1986 celle-ci reposait sur seulement trois pôles : Annaba, Alger, Oran. Dans ce cadre il a participé à l'élaboration d'un plan de développement de cette discipline sportive olympique :
1. redynamisation des pôles existants par la reprise des activités ;
2. planification et organisation des compétitions et des stages à l'échelle régionale, nationale et internationale ;
3. redynamisation des relations de la Fédération algérienne d'escrime avec les instances nationales : le ministère de la jeunesse et des sports, le Comité olympique algérien, l'Assemblée populaire communale, les Directions de la jeunesse et des sports des wilayas concernées, et les instances internationales : Fédération internationale d'escrime et l'union maghrébine et arabe d'escrime ;
4. l'aide du ministère de la jeunesse et des sports a permis l'ouverture de bourses sport/étude pour la formation des futures cadres dans la spécialité de l'escrime (au niveau de l'institut technique des sports (ITS) Gharmoul pour une formation de technicien supérieur (bac+3) et au niveau de l'Institut universitaire de technologie du sport d'Alger (ISTS) pour une formation de conseillé spécialisé en escrime (bac+5) ;
5. création de nouveaux pôles (ligues et sections) à travers les régions suivantes : Chlef, Sidi Bel Abbès, Bouira, Lakhdaria, Setif, Guelma, Bejaia ;
6. mise en place de critères de sélection basés sur le système Fédération internationale d'escrime, création de nouvelles équipes nationales par spécialité (fleuret, épée, sabre), en masculin et féminin dans les catégories : seniors et moins de 20 ans ;
7. création et soutien aux équipes féminines d'escrime (toutes catégories) ;
8. participation des équipes algériennes (juniors et seniors) aux stages de perfectionnement, aux compétitions de préparations et aux compétitions internationales officielles ;
9. participation de la Fédération algérienne d'escrime aux réunions et aux congrès des instances nationales et internationales.

### Missions de développements FIE

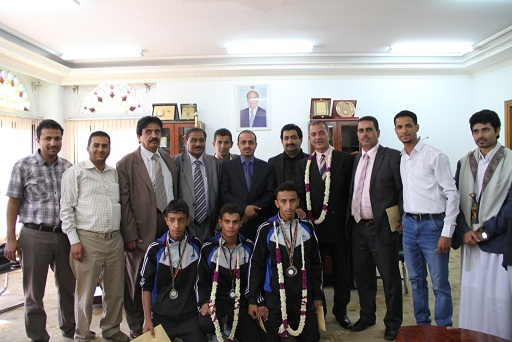
Zoubir Abdesselam avec le MJS et le president de la FYE et les jeunes medaillés de l'escrime du Yemen

De 2005 à 2006, Zoubir Abdesselam a participé au développement de l'escrime au Yémen. Cette opération a notamment pour résultat l'installation d'une salle d'escrime au centre olympique de Sanaa, et l'organisation du premier championnat d'escrime en 2006 à Sanaa. Après les six mois de préparations, l'équipe yéménite participe au championnat arabe à Amman, au fleuret et à l'épée, à l'individuel et par équipes des moins de 20 ans et se classe en quatrième position, ce qui lui vaut les félicitations officielles de la confédération arabe d'escrime et de la FIE dont le président est René Roch.
De 2009 à 2010, il est de retour au Yémen pour encadrer les équipes nationales. Cette mission a pour but d'assurer la continuité du plan de développement de cette discipline dans plusieurs provinces du Yémen, la formation de leurs éducateurs et arbitres, avec un planning de compétitions nationales (coupe et championnat) dans les catégories : minimes, cadets, juniors.
Après cette mission, il occupe le poste d'entraîneur national des équipes libanaises de 2010 à 2011 d'escrime toutes catégories en fleuret et épée, pour les hommes et les femmes. La mission confiée par la FIE est l'organisation du cadre pédagogique et méthodologique du travail et la formation de jeunes catégories, perfectionnement de l'élite au fleuret et à l'épée qui s'est traduit par un progrès et l'émergence de plusieurs jeunes talents.

De 2013 à 2015, il retourne au Yémen, en tant qu'entraîneur national des équipes yéménites d'escrime. Sa mission est d'assurer la continuité du développement de la discipline, en collaboration avec la fédération d'escrime et le ministère de la jeunesse et des sports et du comité olympique,,,,,. 

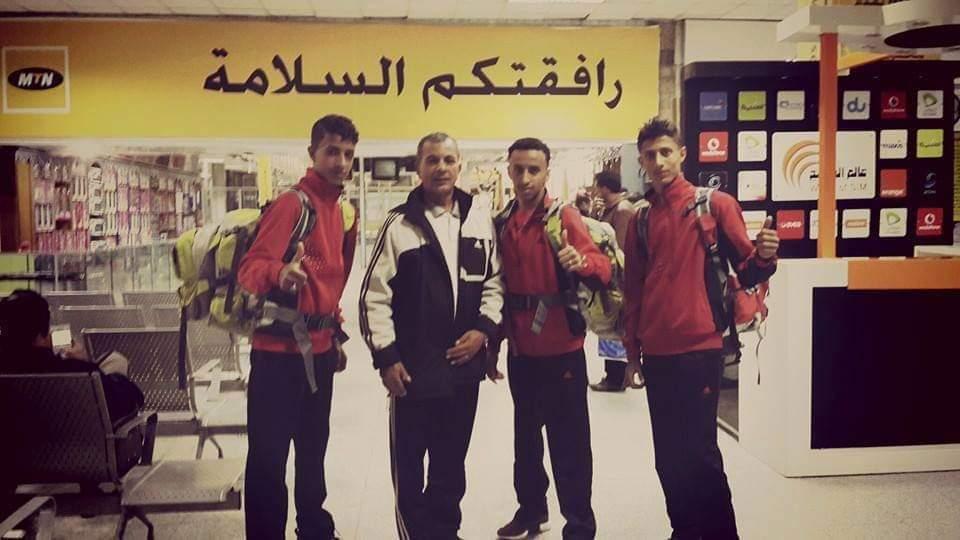
Zoubir Abdesselam avec l'equipe nationale d'escrime du Yemen (2013-2015)

La création des équipes féminines d'escrime, a pour but la formation et perfectionnement au fleuret et à l'épée pour enfin permettre au Yémen de participer à l'escrime féminine Yéménite à l'échelle nationale et internationale. Dans ce cadre, les athlètes yéménites participent à un stage de préparation et de perfectionnement à Alger,, puis aux championnats arabe des nations du Qatar (2014), avec pour résultat une médaille de bronze par équipe. L'équipe participe ensuite aux championnats asiatiques en Jordanie (2014).
Zoubir Abdesselam a été primé officiellement par l'union arabe d'escrime (1989 et 1994) et par le comité olympique algérien et la FAE (2001, 2004 et 2013) pour les services rendus à l'escrime algérienne et arabe. Il est considéré comme un ambassadeur de l'escrime algérienne à travers les missions nationales et internationales qu'il a effectuées.